# Buffonellodes improvisa
Buffonellodes improvisa is een mosdiertjessoort uit de familie van de Buffonellodidae. De wetenschappelijke naam van de soort is, als Lacerna improvisa, voor het eerst geldig gepubliceerd in 1972 door Uttley & Bullivant.